# Melecta corpulenta
Melecta corpulenta là một loài Hymenoptera trong họ Apidae. Loài này được Morawitz mô tả khoa học năm 1875.